# Principali aziende nella tecnologia medica
Questa è una lista delle principali aziende nella tecnologia medica a livello mondiale per l'anno 2015.
| Pos. | Nazione                  | Società                             | Fatturato in mln. di US$ |
| ---- | ------------------------ | ----------------------------------- | ------------------------ |
| 1    | Stati Uniti              | Johnson & Johnson                   | 25.836,0                 |
| 2    | Irlanda                  | Medtronic                           | 23.127,0                 |
| 3    | Stati Uniti              | General Electric                    | 18.030,0                 |
| 4    | Germania                 | Fresenius Medical Care              | 16.982,3                 |
| 5    | Stati Uniti              | Baxter International                | 16.326,0                 |
| 6    | Germania                 | Siemens Healthineers                | 14.600,4                 |
| 7    | Stati Uniti              | Cardinal Health                     | 11.395,0                 |
| 8    | Svizzera                 | Novartis (Alcon)                    | 10.485,0                 |
| 9    | Paesi Bassi              | Philips                             | 10.402,5                 |
| 10   | Stati Uniti              | Stryker Corporation                 | 9.818,0                  |
| 11   | Stati Uniti              | Becton Dickinson                    | 9.410,0                  |
| 12   | Stati Uniti              | Boston Scientific                   | 7.272,0                  |
| 13   | Francia                  | Essilor                             | 7.015,3                  |
| 14   | Germania                 | B. Braun Melsungen                  | 6.471,0                  |
| 15   | Stati Uniti              | St. Jude Medical                    | 5.566,0                  |
| 16   | Stati Uniti              | 3M                                  | 5.475,0                  |
| 17   | Stati Uniti              | Abbott Laboratories                 | 5.223,5                  |
| 18   | Giappone                 | Olympus                             | 4.811,5                  |
| 19   | Regno Unito              | Smith & Nephew                      | 4.669,0                  |
| 20   | Stati Uniti              | Zimmer Biomet Holdings              | 4.630,9                  |
| 21   | Giappone                 | Terumo                              | 4.114,6                  |
| 22   | Giappone                 | Toshiba                             | 3.509,9                  |
| 23   | Svezia                   | Getinge AB                          | 3.432,3                  |
| 24   | Stati Uniti              | Varian Medical Systems              | 3.093,4                  |
| 25   | Stati Uniti              | Dentsply International              | 2.781,6                  |
| 26   | Germania                 | Bayer AG                            | 2.672,5                  |
| 27   | Stati Uniti              | Hologic                             | 2.640,9                  |
| 28   | Stati Uniti              | Danaher Corporation                 | 2.505,3                  |
| 29   | Stati Uniti              | Edwards Lifesciences                | 2.432,5                  |
| 30   | Stati Uniti              | Intuitive Surgical                  | 2.257,3                  |
| 31   | Germania                 | Paul Hartmann AG                    | 2.129,3                  |
| 32   | Svizzera                 | Sonova                              | 2.097,0                  |
| 33   | Giappone                 | Nipro                               | 2.069,1                  |
| 34   | Danimarca                | Coloplast                           | 2.016,2                  |
| 35   | Stati Uniti              | Hill-Rom                            | 1.894,1                  |
| 36   | Regno Unito              | STERIS                              | 1.869,6                  |
| 37   | Stati Uniti              | The Cooper Companies                | 1.809,5                  |
| 38   | Stati Uniti              | Teleflex                            | 1.801,6                  |
| 39   | Germania                 | Drägerwerk                          | 1.793,2                  |
| 40   | Stati Uniti              | ResMed                              | 1.678,9                  |
| 41   | Germania                 | Karl Storz Endoskope                | 1.648,5                  |
| 42   | Australia                | Ansell                              | 1.645,1                  |
| 43   | Stati Uniti              | Halyard Health                      | 1.626,4                  |
| 44   | Danimarca                | William Demant Holding              | 1.470,9                  |
| 45   | Cina                     | Mindray Medical International       | 1.330,9                  |
| 46   | Giappone                 | Nihon Kohden                        | 1.328,8                  |
| 47   | Svezia                   | Elekta                              | 1.307,1                  |
| 48   | Belgio                   | Agfa-Gevaert                        | 1.257,0                  |
| 49   | Stati Uniti              | Invacare                            | 1.214,0                  |
| 50   | Giappone                 | Hitachi Medical Corporation         | 1.170,4                  |
| 51   | Danimarca                | GN Store Nord                       | 1.161,0                  |
| 52   | Austria                  | Sirona Dental Systems               | 1.146,4                  |
| 53   | Cina                     | SHINVA                              | 1.128,9                  |
| 54   | Germania                 | Carl Zeiss Meditec                  | 1.096,3                  |
| 55   | Italia                   | Amplifon                            | 1.085,8                  |
| 56   | Stati Uniti              | Integra LifeSciences                | 959,6                    |
| 57   | Italia/ Regno Unito      | LivaNova (Sorin Group e Cyberonics) | 931,3                    |
| 58   | Giappone                 | Fukuda Denshi                       | 904,4                    |
| 59   | Stati Uniti              | Haemonetics                         | 899,3                    |
| 60   | Svizzera                 | Straumann Holding                   | 800,6                    |
| 61   | Stati Uniti              | Align Technology                    | 795,8                    |
| 62   | Stati Uniti              | NuVasive                            | 789,5                    |
| 63   | Giappone                 | Kawanishi Holdings                  | 772,8                    |
| 64   | Stati Uniti              | ConMed                              | 723,3                    |
| 65   | Australia                | Cochlear                            | 712,4                    |
| 66   | Stati Uniti              | Integer Holdings                    | 677,6                    |
| 67   | Giappone                 | Hoya Corporation                    | 673,4                    |
| 68   | Paesi Bassi/ Stati Uniti | Wright Medical Group                | 650,0                    |
| 69   | Giappone                 | Paramount Bed                       | 610,8                    |
| 70   | Stati Uniti              | Masimo                              | 609,2                    |
| 71   | Stati Uniti              | Cantel Medical                      | 560,6                    |
| 72   | Giappone                 | Menicon                             | 526,1                    |
| 73   | Stati Uniti              | Merit Medical Systems               | 525,7                    |
| 74   | Stati Uniti              | Globus Medical                      | 504,7                    |
| 75   | Stati Uniti              | Fisher & Paykel Healthcare          | 503,8                    |
| 76   | Islanda                  | Össur                               | 497,0                    |
| 77   | Stati Uniti              | Thoratec                            | 483,8                    |
| 78   | Stati Uniti              | Analogic                            | 458,8                    |
| 79   | Giappone                 | Nikkisō                             | 452,9                    |
| 80   | Stati Uniti              | Orthofix                            | 392,0                    |
| 81   | Stati Uniti              | Accuray                             | 379,8                    |
| 82   | Stati Uniti              | Natus Medical                       | 365,2                    |
| 83   | Cina                     | MicroPort Scientific                | 362,7                    |
| 84   | Cina                     | Lepu Medical Technology             | 356,2                    |
| 85   | Stati Uniti              | AngioDynamics                       | 352,8                    |
| 86   | Stati Uniti              | ICU Medical                         | 320,7                    |
| 87   | Stati Uniti              | Dexcom                              | 319,3                    |
| 88   | Stati Uniti              | Cynosure                            | 316,4                    |
| 89   | Svizzera                 | Ypsomed Holding                     | 316,0                    |
| 90   | Stati Uniti              | Nxstage Medical                     | 315,0                    |
| 91   | Stati Uniti              | Lantheus Holdings                   | 300,8                    |
| 92   | Cina                     | Yuwell                              | 296,4                    |
| 93   | Singapore                | Biosensors International            | 295,2                    |
| 94   | Israele                  | Lumenis                             | 292,4                    |
| 95   | Stati Uniti              | HeartWare International             | 285,4                    |
| 96   | Stati Uniti              | Insulet                             | 284,3                    |
| 97   | Stati Uniti              | RTI Surgical                        | 275,7                    |
| 98   | Israele                  | Syneron Medical                     | 271,2                    |
| 99   | Danimarca                | Ambu A/S                            | 268,0                    |
| 100  | Canada                   | Centric Health Corp.                | 263,5                    |